# Данута (име)
Вижте пояснителната страница за други значения на Данута.
Данута е литовско женско име.

## Известни жени с име Данута
- Данута Борсук (р. 1963), полска актрица
- Данута Вавилов (1942–1999), полска поетеса
- Данута Валенса (р. 1949), жена на бившия президент на Полша Лех Валенса
- Данута Ванек (р. 1946), полска политик
- Данута Дмовска-Анджеюк (р. 1982), полска шпагистка
- Данута Козак (р. 1987), унгарска олимпийска състезателка по гребане с кану
- Данута Моствин (1921–2010), полска писателка
- Данута Петрашевска (р. 1947), полска политик
- Данута Рин (1936–2006), полска певица
- Данута Сибилска (1923–2004), полска химик
- Данута Стенка (р. 1961), полска актрица
- Данута Хибнер (р. 1948), полска икономист и политик
- Данута Холецка (р. 1968), полска журналистка
- Данута Хоярска (р. 1961), полска политик
- Данута Шафлярска (р. 1915), полска актрица
- Данута Язловецка (р. 1957), полска политик